# Гражина (поема)
«Гражина» — епічна поема 1823 року, автором якої є Адам Міцкевич.
Створення поеми розпочалося в 1821 році. «Гражина» була першим в польській літературі історичним твором, написаним поетом-романтиком, згодом затвердила і очолила польський романтизм. В основу сюжету покладена розповідь один з епізодів боротьби литовського народу з німецькими хрестоносцями. Центральним персонажем твору є Гражина.

## Сюжет
Дія цієї романтичної поеми починається в Новогрудському палаці. У нічний час до палацу підійшли лицарі-хрестоносці Дітріха фон Книпроде. Вони зажадали зустрічі з князем Литавором, що веде боротьбу з князем Вітольдом. Право розповісти про прибуття ворогів литовського князя-воїнів, що шанували Тевтонський орден, належало Римвісу. Тільки він міг без дозволу увійти в покої Литавора. Литавор повідомив про план спільно з тевтонськими лицарями взяти місто Ліду, яке він так і не отримав від Вітольда. Ніхто не міг відговорити князя віл союзу з ворогами. Вплинути на князя могла тільки його дружина, прекрасна Гражина. Для Литавора Гражина була не тільки дружиною, але і порадником, тому мала на нього великий вплив. Гражина пішла до князя з наміром відрадити від союзу з ворогами, але Литавор був непохитний і не збирався змінювати свого рішення. Коли Литавор заснув, паж передав лицарям веління забиратися геть, але через це Дітріх фон Книпроде пообіцяв помститися. Через деякий час стало віломо, що Дітріх фон Книпроде зібрав війська і йде мстити князю. Тоді Гражина, облачившись у збрую свого чоловіка, разом із дружиною виступає проти хрестоносців. Прокинувшись, Литавор все зрозумів і поспішив на поле бою, але Гражину врятувати не встиг. На полі з'являється Чорний воїн. Загиблого князя, потрібно спалити. Чорний лицар зняв шолом — це був Литавор, а на багатті — Гражина! Литавор кинувся у вогонь на прах коханої дружини.

## Головні персонажі
- Гражина
- Князь Литавор
- Римвіс
- Дітріх фон Книпроде
- Паж

## Історичні відомості про твір
1. Міцкевич особливо звертав увагу на фольклорну основу поеми «Гражина», закінчивши її наступними словами: Нікого в Новокупці не знайде нині, Хто б пісні тобі не проспівав про Гражина, Повторюють її дударі по старинці, А долина зветься Доліною литвинки.
2. Міцкевич наголошував, що описані події були взяті з джерел народних поетичних легенд і переказів.
3. Поема багато в чому переплітається з баладою «Світязь».

## Український переклад
Українською мовою поему переклав Микола Терещенко.